# Tamara en Bugatti verte
Tamara en Bugatti verte – ou Autoportrait – est un tableau réalisé par Tamara de Lempicka en 1929 à Paris. Cette huile sur panneau est l'autoportrait de l'artiste polonaise au volant d'une automobile de couleur verte et de marque Bugatti. Commande du magazine de mode allemand Die Dame pour sa couverture, ce chef-d'œuvre de l'Art déco est conservé au sein d'une collection privée en Suisse.